# Тополиное (Сумская область)
Тополиное (укр. Тополине) — посёлок,
Дубовязовский поселковый совет,
Конотопский район,
Сумская область,
Украина.
Код КОАТУУ — 5922055307. Население по переписи 2001 года составляло 140 человек.

## Географическое положение
Посёлок Тополиное находится между пгт Дубовязовка и селом Красное (1,5 км).
Рядом с посёлком расположены отстойники Дубовязовского сахарного завода.
Рядом проходит автомобильная дорога Т-2504.